# Ipanema FM
A Ipanema FM foi uma estação de rádio FM localizada na cidade de Porto Alegre, Rio Grande do Sul que pertencia ao Grupo Bandeirantes de Comunicação.

## História
Fundada em 12 de maio de 1984 por Mauro Borba, Ricardo Espinosa Kurtz, Nilton Fernando, e Meri Mezzari, era a segunda emissora mais antiga no dial FM de Porto Alegre, atrás apenas da Guaíba FM.
O nome Ipanema FM foi escolhido pelos paulistas da Rede Bandeirantes quando adquiriram, na década de 1980, a Difusora FM, uma das FMs mais antigas de Porto Alegre.
Sua programação era baseada no rock e suas vertentes, tanto que tem o epíteto "A Rádio Rock de Porto Alegre" como slogan. Contudo, a programação da rádio era aberta para outros gêneros, como, por exemplo, o rap, o hip-hop, o jazz, o blues, o reggae e a MPB.
Durante o período de 2011 a 2015 a emissora, em uma tentativa de obter mais audiência, passou a transmitir jogos de futebol em cadeia com a BandNews FM e a Rádio Bandeirantes Porto Alegre.
No primeiro minuto do dia 18 de maio de 2015, a Ipanema encerrou seus mais de 32 anos de transmissões no dial (94,9 MHz) e passou a ser uma rádio web, sendo extinta em definitivo anos depois. No seu lugar, a partir das às 7h00, entrou no ar a Rádio Bandeirantes, que passou a ter o seu sinal transmitido simultaneamente em AM e FM.